# Vought VE-7
El Vought VE-7 "Bluebird" ("pájaro azul") fue un biplano biplaza militar de Estados Unidos producido por Vought. Volando por primera vez en 1917, fue un avión de entrenamiento biplaza del Ejército de los Estados Unidos, y luego fue adoptado por la Armada de los Estados Unidos como su primer caza, que en 1922, se hizo el primer avión en despegar de un portaaviones de Estados Unidos.